# Improphantes flexilis
Improphantes flexilis là một loài nhện trong họ Linyphiidae.
Loài này thuộc chi Improphantes. Improphantes flexilis được Andrei V. Tanasevitch miêu tả năm 1986.